# Мурафська сільська рада (Шаргородський район)
| Мурафська сільська рада — орган місцевого самоврядування у Шаргородському районі Вінницької області з адміністративним центром у с. Мурафа. Сільській раді підпорядковані населені пункти: - с. Мурафа - c. Довжок |

## Склад ради
Рада складається з 20 депутатів та голови.

## Керівний склад сільської ради
| ПІБ                       | Основні відомості                                                                                          | Дата обрання | Дата звільнення |
| ------------------------- | --- | ------------ | --------------- |
| Пуздряк Юрій Михайлович   | Сільський голова, 1962 року народження, освіта, безпартійний                                               | 26.03.2006   | 01.03.2007      |
| Партека Сергій Васильович | Сільський голова, 1961 року народження, освіта вища, безпартійний, був головою Ради попереднього скликання | 29.07.2007   | 31.10.2010      |
| Партека Сергій Васильович | Сільський голова, 1961 року народження, освіта вища, член Партії регіонів                                  | 31.10.2010   |                 |

Примітка: таблиця складена за даними джерела